# Novavax
39°08′14″ пн. ш. 77°13′33″ зх. д. / 39.1371167° пн. ш. 77.2258056° зх. д.
Novavax, Inc. — американська компанія з розробки вакцин зі штаб-квартирою у Гейтерсбургу штат Меріленд, із додатковими потужностями у Роквіллі і Уппсалі.

## Вакцина Nuvaxovid
У січні 2021 року уклала договір з Канадою на постачання 52 млн вакцин NVX‑CoV2373 і 29 січня подалась на схвалення для використання цієї вакцини в Канаді.
За заявою міністра охорони здоров'я України Максима Степанова, з компанією Novavax укладено договір на постачання до України в 2021 році 10 млн доз її вакцини проти коронавірусу.
20 грудня 2021 комітет із ліків Європейського агентства з лікарських засобів (EMA) провів засідання щодо схвалення Novavax. Тим часом, ЄС підписав угоду на купівлю 200 млн доз вакцини. Таким чином, Nuvaxovid стала п'ятою вакциною, рекомендованою в ЄС для щеплення проти COVID-19, її було рекомендовано використовувати для щеплення людей віком від 18 років.
Через російсько-українську війну, дана вакцина так і не була затверджена до використання в Україні (станом на серпень 2022 року).